# Casa Beseda
Casa Besedna (en txec Besední dům) és un edifici neorenaixentista de Brno, segona ciutat de la República Txeca, que es va construir del 1870 al 1873, basat en un disseny de l'arquitecte Theophil von Hansen. Actualment, és un edifici públic situat a la cantonada sud de la plaça Komenského, a la desembocadura del carrer Husova. En la seva història s'ha convertit en l'escenari o testimoni de diversos esdeveniments socialment importants, inclòs l'anunci públic de la creació de la República Txecoslovaca des del seu balcó el 29 d'octubre de 1918.
El Besední dům va servir de centre cultural i social dels habitants txecs de la ciutat i continua complint amb la seva funció original fins als nostres dies. Entre els anys vuitanta i noranta es va adaptar a les necessitats de l'actual Filharmònica de Brno, que hi resideix.
L'obertura de l'edifici va suposar una ampliació en l'oferta cultural de Brno, ja que dins del centre de la ciutat hi havia ara un centre social i cultural. A l'edifici hi van conviure moltes societats txeques, la més famosa de les quals incloïa el Cercle de Lectors Txecs i el Brno Beseda. El director de cor de la Beseda a la dècada de 1870 i 1880 va ser Leoš Janáček, que va aparèixer als concerts de la societat com a pianista, principalment com a director de grans produccions de concerts (com el Rèquiem de Mozart, la Missa solemnis de Beethoven i l'Stabat Mater de Dvořák). La filla de Janáček, Olga, també va participar en les reunions i a les nits musicals de la societat. Moltes de les obres de Janáček es van estrenar al Besední dům, particularment les seves obres de cambra, com ara el sextet de vent Joventut, Cançons infantils i Concertino. El 1905 Janáček va ser testimoni d'un esdeveniment tràgic quan un jove treballador, František Pavlík, va ser assassinat per policies durant una manifestació que demanava una universitat txeca. Això va portar Janáček a compondre la composició de piano Sonata per a piano 1.X.1905. Avui el Besední dům és la llar de la Filharmònica de Brno.